# Emmanuel Lê Phong Thuận
Emmanuel Lê Phong Thuận (Chợ Mới, 2 dicembre 1930 – Cần Thơ, 17 ottobre 2010) è stato un vescovo cattolico vietnamita.

## Biografia

### Infanzia e formazione
Emmanuel Lê Phong Thuận nacque il 2 dicembre 1930 nel comune di Mỹ An nel distretto di Cho Moi della provincia di An Giang. Fu il nono figlio di una devota famiglia cattolica.
Fin da bambino sentì la vocazione al sacerdozio, così nel 1938 entrò al seminario minore di  Cù lao Giêng. Nel 1952 si iscrisse al St. Joseph's Seminary di Saigon per completare la sua formazione teologica.

### Ministero sacerdotale
Fu ordinato prete da Paul Nguyễn Văn Bình, vicario apostolico di Cần Thơ, il 31 maggio 1960. Nel 1964 fu mandato in Germania e a Roma per studiare e si laureò in diritto canonico nel 1970.
Tornato in patria ricoprì vari ruoli per la diocesi di Cần Thơ, tra i quali fu professore al Vinh Long Seminary e al Saigon Grand Seminary e dal 1971 al 1975 è stato segretario generale e giudice capo del tribunale matrimoniale della diocesi  di Cần Thơ.

### Ministero episcopale
Il 6 giugno 1975 papa Paolo VI lo nominò vescovo coadiutore di Cần Thơ, assegnandogli la sede di Abthugni. Ricevette l'ordinazione episcopale lo stesso giorno nella cattedrale del Sacro Cuore di Gesù di Cần Thơ dal vescovo Jacques Nguyễn Ngọc Quang.
Succedette come vescovo di Cần Thơ il 20 giugno 1990 alla morte del vescovo Nguyễn.
Come vescovo fu molto attivo nella riorganizzazione delle parrocchie e nell'allestire gruppi organizzati di catechisti per l'evangelizzazione presso le zone più duramente colpite dalla persecuzione anticristiana del governo.
Morì il 17 ottobre 2010 all'età di 79 anni.

## Genealogia episcopale e successione apostolica
La genealogia episcopale è:
- Cardinale Scipione Rebiba
- Cardinale Giulio Antonio Santori
- Cardinale Girolamo Bernerio, O.P.
- Arcivescovo Galeazzo Sanvitale
- Cardinale Ludovico Ludovisi
- Cardinale Luigi Caetani
- Cardinale Ulderico Carpegna
- Cardinale Paluzzo Paluzzi Altieri degli Albertoni
- Papa Benedetto XIII
- Papa Benedetto XIV
- Papa Clemente XIII
- Cardinale Marcantonio Colonna
- Cardinale Giacinto Sigismondo Gerdil, B.
- Cardinale Giulio Maria della Somaglia
- Cardinale Carlo Odescalchi, S.I.
- Cardinale Costantino Patrizi Naro
- Cardinale Lucido Maria Parocchi
- Papa Pio X
- Papa Benedetto XV
- Papa Pio XII
- Cardinale Eugène Tisserant
- Papa Paolo VI
- Arcivescovo Angelo Palmas
- Vescovo Jacques Nguyễn Ngọc Quang
- Vescovo Emmanuel Lê Phong Thuận

La successione apostolica è:
- Cardinale Jean-Baptiste Phạm Minh Mẫn (1993)
- Vescovo Étienne Tri Bửu Thiên (2003)